# Zabołotnyj (obwód wołogodzki)
Zabołotnyj (ros. Заболотный) – wieś (poczinok) w Rosji, w rejonie kiczmiengsko-gorodieckim obwodu wołogodzkiego. W 2010 r. liczyła 7 mieszkańców.